# ZE:A
ZE:A (hangul: 제국의 아이들), även kända som Children of Empire, är ett sydkoreanskt pojkband bildat 2010 av Star Empire Entertainment och som är inaktivt sedan februari 2017 men ej upplöst.
Gruppen består av de nio medlemmarna Kevin, Kwanghee, Siwan, Junyoung, Taeheon, Heechul, Minwoo, Hyungsik och Dongjun.

## Medlemmar
| Artistnamn      | Artistnamn | Födelsenamn     | Födelsenamn | Födelsedatum     |
| Romanisering    | Hangul     | Romanisering    | Hangul      | Födelsedatum     |
| --------------- | ---------- | --------------- | ----------- | ---------------- |
| Kevin           | 케빈       | Kevin Kim       | 케빈 김     | 23 februari 1988 |
| Hwang Kwang-hee | 황광희     | Hwang Kwang-hee | 황광희      | 25 augusti 1988  |
| Lim Si-wan      | 임시완     | Lim Si-wan      | 임시완      | 1 december 1988  |
| Moon Jun-young  | 문준영     | Moon Jun-young  | 문준영      | 9 februari 1989  |
| Kim Tae-heon    | 김태헌     | Kim Tae-heon    | 김태헌      | 18 juni 1989     |
| Jung Hee-chul   | 정희철     | Jung Hee-chul   | 정희철      | 9 december 1989  |
| Ha Min-woo      | 하민우     | Ha Min-woo      | 하민우      | 6 september 1990 |
| Park Hyung-sik  | 박형식     | Park Hyun-gsik  | 박형식      | 16 november 1991 |
| Kim Dong-jun    | 김동준     | Kim Dong=jun    | 김동준      | 11 februari 1992 |

## Diskografi

### Album
| Albuminformation                                         | Topplacering          | Topplacering   |
| Albuminformation                                         | Sydkorea (Gaon Chart) | Japan (Oricon) |
| Koreanska                                                | Koreanska             | Koreanska      |
| -------------------------------------------------------- | --------------------- | -------------- |
| Nativity (Singelalbum) - Släppt: 7 januari 2010          | 4                     | —              |
| Leap for Detonation (Singelalbum) - Släppt: 25 mars 2010 | 5                     | —              |
| Lovability (Studioalbum) - Släppt: 17 mars 2011          | —                     | —              |
| Exciting (Singelalbum) - Släppt: 8 juli 2011             | 6                     | —              |
| Spectacular (Studioalbum) - Släppt: 4 juli 2012          | 3                     | —              |
| Phoenix (Singelalbum) - Släppt: 27 augusti 2012          | 4                     | —              |
| Illusion (EP-skiva) - Släppt: 9 augusti 2013             | 6                     | —              |
| First Homme (EP-skiva) - Släppt: 2 juni 2014             | 2                     | —              |
| Japanska                                                 |                       |                |
| ZE:A! (Studioalbum) - Släppt: 22 september 2010          | —                     | 15             |
| Phoenix (Studioalbum) - Släppt: 24 augusti 2012          | —                     | 13             |

### Singlar
| År        | Titel                     | Topplacering          | Topplacering   |
| År        | Titel                     | Sydkorea (Gaon Chart) | Japan (Oricon) |
| Koreanska | Koreanska                 | Koreanska             | Koreanska      |
| --------- | ------------------------- | --------------------- | -------------- |
| 2010      | "Mazeltov"                | —                     | —              |
| 2010      | "All Day Long"            | 38                    | —              |
| 2010      | "Level Up (Bad-Talk-Sad)" | 56                    | —              |
| 2011      | "Here I Am"               | 42                    | —              |
| 2011      | "Watch Out"               | 58                    | —              |
| 2012      | "Aftereffect"             | 29                    | —              |
| 2012      | "Phoenix"                 | 51                    | —              |
| 2012      | "Beautiful Lady"          | 65                    | —              |
| 2013      | "The Ghost of the Wind"   | 21                    | —              |
| 2014      | "Breathe"                 | 34                    | —              |
| Japanska  |                           |                       |                |
| 2010      | "Love☆Letter"             | —                     | 9              |
| 2011      | "Here I Am"               | —                     | 23             |
| 2011      | "Watch Out"               | —                     | 6              |
| 2011      | "Daily Daily"             | —                     | 21             |